# Pterula pterulicioides
Pterula pterulicioides är en svampart som beskrevs av L.D. Gómez 1972. Pterula pterulicioides ingår i släktet Pterula och familjen mattsvampar.   Inga underarter finns listade i Catalogue of Life.